# 圣诞岛旗帜
聖誕島旗幟是澳大利亚领地聖誕島的標誌之一，由藍、綠、金、白四種顏色組成。

## 旗幟歷史
1986年4月14日，圣诞岛征集旗帜设计图样，由来自悉尼的托尼·考奇（Tony Couch）设计的图样在69幅参赛作品中脱颖而出，成为圣诞岛的旗帜。托尼曾在圣诞岛上从事磷酸盐的采矿工作长达四年。虽然旗帜通过了遴选，但仍然是被作为非正式旗帜，未被官方使用。
远离澳大利亚本土的圣诞岛自二十世纪八十年代以来就有了自己的非正式旗帜，但16年间，仍然没有被正式使用。直到2002年，该旗帜在圣诞岛郡政府升起，正式成为澳大利亚圣诞岛郡的官方旗帜。

## 象徵含義
蓝色和绿色的三角形分别代表者环绕圣诞岛蔚蓝的海水和岛上的植被和农作物。蓝三角内的南十字星是澳大利亚国旗的代表部分，显示着圣诞岛和澳大利亚的关系。绿三角内的图案是当地特有的一种鸟，即金色水手鸟。旗帜中央的金色圆盘象征着该岛的磷酸盐开采历史，圆盘之内的图案为圣诞岛轮廓。